# Пауль-Віллі Ціб
Пауль-Віллі Ціб (нім. Paul-Willy Zieb; 3 червня 1892, Руланд — 9 серпня 1972, Кобленц) — німецький військово-морський діяч, інженер-контр-адмірал (1 квітня 1942). Кавалер Німецького хреста в золоті і сріблі. 

## Біографія[1]
1 жовтня 1912 року вступив інженером у ВМФ.
Учасник Першої світової війни, служив на легкому крейсері «Штральзунд» (жовтень 1913 — вересень 1915). З 15 червня по 19 листопада 1918 року — головний інженер підводного човна UB-118. 
Після демобілізації армії залишений на флоті і 16 грудня 1919 року підвищений до інженер-лейтенанта. Служив в частинах берегової оборони, в 1922-1924 роках — головний інженер на міноносцях. 
З 27 вересня 1928 по 28 лотого 1930 року — інженер 1-ї напівфлотиліі міноносців, з 4 квітня 1932 по 6 жовтня 1934 року — легкого крейсера «Кельн». 
З 31 жовтня 1938 року — головний інженер інспекції військово-навчальних закладів, з 18 серпня по 1 листопада 1939 року - інженер штабу Командування групи ВМС «Схід». 
З 19 листопада 1939 року — директор відділу спорядження, з 1 квітня 1940 року - директор відділу постачань військово-морських верфей у Вільгельмсгафені, одночасно з 11 жовтня 1940 по 15 листопада 1942 року перебував інженером в штабі командувача ВМС у Франції, а з 16 листопада 1942 по 19 січня 1943 року — в штабі Командування групи ВМС «Захід». 
З 3 лютого 1943 року — начальник головного штабу верфей Чорного моря. 
28 серпня 1944 року призначений командувачем ВМС на Нижньому Дунаї, але вже 23 жовтня 1944 року переведений на посаду обер-верфт-директора військово-морських верфей у Вільгельмсгафені. 9 травня 1945 року залишив пост, але продовжив роботу у Вільгельмсгафені. 17 березня 1947 року вийшов у відставку.

## Нагороди
- Залізний хрест
  - 2-го класу
  - 1-го класу (12 лютого 1920)
- Нагрудний знак підводника (1918) (19 листопада 1920)
- Почесний хрест ветерана війни з мечами
- Медаль «За вислугу років у Вермахті»
  - 4-го, 3-го і 2-го класу (18 років;  2 жовтня 1936) — отримав 3 нагороди одночасно.
  - 1-го класу (25 років; 31 жовтня 1937)
- Іспанський хрест в сріблі (6 червня 1939)
- Медаль «У пам'ять 1 жовтня 1938 року» (22 грудня 1939)
- Хрест Воєнних заслуг
  - 2-го класу з мечами (5 серпня 1940)
  - 1-го класу з мечами
- Застібка до Залізного хреста 2-го і 1-го класу (28 вересня 1944)
- Німецький хрест
  - В сріблі (18 травня 1944)
  - В золоті (28 вересня 1944) — отримав 3 нагороди одночасно.